# Mexico op de Olympische Zomerspelen 1992
Mexico nam deel aan de Olympische Zomerspelen 1996 in Barcelona, Spanje. 

## Medailleoverzicht
| Sport    | Olympiër          | Onderdeel             | Medaille |
| -------- | ----------------- | --------------------- | -------- |
| Atletiek | Carlos Mercenario | 50km snelwandelen (m) | Zilver   |

## Deelnemers en resultaten

### Atletiek
| Olympiër                                                               | Discipline            | Resultaat | Prestatie                                          |
| ---------------------------------------------------------------------- | --------------------- | --------- | -------------------------------------------------- |
| Ignacio Fragoso                                                        | 5000m (m)             | 42e       | serie 3: 11de in 14.16,14                          |
| Arturo Barrios                                                         | 10000m (m)            | 5e        | serie 2: 6de in 28.28,26 finale: 5de in 28.17,79   |
| Armando Quintanilla                                                    | 10000m (m)            | 16e       | serie 1: 10de in 28.23,76 finale: 16de in 28.48,05 |
| Germán Silva                                                           | 10000m (m)            | 6e        | serie 1: 2de in 28.13,72 finale: 6de in 28.20,19   |
| Genaro Rojas Eduardo Nava Raymundo Escalante Alejandro Cárdenas        | 4x100m (m)            | DSQ       | serie 1: gediskwalificeerd                         |
| Raymundo Escalante Eduardo Nava Luis Karin Toledo Juan Jesús Gutiérrez | 4x400m (m)            | 15e       | serie 2: 6de in 3.05,75                            |
| Dionicio Cerón                                                         | marathon (m)          | DNF       | niet gefinisht                                     |
| Daniel García                                                          | marathon (m)          | DNF       | niet gefinisht                                     |
| Isidro Rico                                                            | marathon (m)          | 29e       | 2:18.52                                            |
| Ernesto Canto                                                          | 20km snelwandelen (m) | 29e       | 1:33.51                                            |
| Daniel García                                                          | 20km snelwandelen (m) | 7e        | 1:25.35                                            |
| Joel Sánchez                                                           | 20km snelwandelen (m) | 21e       | 1:30.52                                            |
| Carlos Mercenario                                                      | 50km snelwandelen (m) | Zilver    | 3:52.09                                            |
| Miguel Ángel Rodríguez                                                 | 50km snelwandelen (m) | 8e        | 3:58.26                                            |
| Germán Sánchez                                                         | 50km snelwandelen (m) | DSQ       | gediskwalificeerd                                  |
|                                                                        |                       |           |                                                    |
| María Luisa Servín                                                     | 10000m (v)            | 32e       | serie 2: 16de in 33.42,74                          |
| Olga Avalos-Appell                                                     | marathon (v)          | DNF       | niet gefinisht                                     |
| Maricela Chávez                                                        | 10km snelwandelen (v) | 28e       | 48.39                                              |
| Eva Machuca                                                            | 10km snelwandelen (v) | 30e       | 50.02                                              |
| María Graciela Mendoza                                                 | 10km snelwandelen (v) | DSQ       | gediskwalificeerd                                  |
| Cristina Fink-Sisniega                                                 | hoogspringen (v)      | 36e       | kwalificatie groep B: 19de met 1,83m               |

### Boksen
| Olympiër         | Discipline  | Resultaat | Prestatie                                                             |
| ---------------- | ----------- | --------- | --------------------------------------------------------------------- |
| Narciso González | -51kg (m)   | 17e       | 1ste ronde: V van TAN Mwangata: scheidsrechterlijke beslissing        |
| Javier Calderón  | -54kg (m)   | 9e        | 1ste ronde: W van KEN Ngaruiya: 16-4 2de ronde: V van ARG Molina: 4-5 |
| Edgar Ruiz       | -63,5kg (m) | 17e       | 1ste ronde: V van ROU Doroftei: 4-24                                  |
| Manuel Verde     | -81kg (m)   | 17e       | 1ste ronde: V van FRA Aouissi: scheidsrechterlijke beslissing         |

### Boogschieten
| Olympiër                                   | Discipline      | Resultaat | Prestatie                                                                 |
| ------------------------------------------ | --------------- | --------- | ------------------------------------------------------------------------- |
| Andrés Anchondo                            | individueel (m) | 31e       | plaatsingsronde: 13de met 1302 punten 1ste ronde: V van GBR Terry: 95-104 |
| Omar Bustani                               | individueel (m) | 67e       | plaatsingsronde: 67ste met 11+2 punten                                    |
| Ricardo Rojas                              | individueel (m) | 37e       | plaatsingsronde: 37ste met 1261 punten                                    |
| Andrés Anchondo Omar Bustani Ricardo Rojas | team (m)        | 17e       | plaatsingsronde: 17de met 3755 punten                                     |
|                                            |                 |           |                                                                           |
| Aurora Bretón                              | individueel (v) | 45e       | plaatsingsronde: 45ste met 1230 punten                                    |

### Gymnastiek
| Olympiër           | Discipline               | Resultaat | Prestatie                              |
| ------------------ | ------------------------ | --------- | -------------------------------------- |
| Luis Alberto López | meerkamp individueel (m) | 57e       | kwalificatie: 57ste met 112,925 punten |
|                    |                          |           |                                        |
| Denisse López      | meerkamp individueel (v) | 80e       | kwalificatie: 80ste met 75,687 punten  |

### Judo
| Olympiër       | Discipline | Resultaat | Prestatie                          |
| -------------- | ---------- | --------- | ---------------------------------- |
| Mario González | -71kg (m)  | 34e       | 1ste ronde: V van YUG Vensek: yuko |

### Kanovaren
| Olympiër                              | Discipline    | Resultaat | Prestatie                                                                           |
| ------------------------------------- | ------------- | --------- | ----------------------------------------------------------------------------------- |
| José Martínez                         | C-1 1000m (m) | 10e       | serie 3: 6de in 4.18,70 herkansingen: 4de in 4.06,73 halve finale 1: 6de in 4.07,78 |
| José Ramón Ferrer José Martínez       | C-2 500m (m)  | 13e       | serie 1: 7de in 1.55,50 'halve finale 1: 4de in 1.46,55                             |
| José Ramón Ferrer José Antonio Romero | C-2 1000m (m) | 10e       | serie 1: 6de in 3.41,10 'halve finale 2: 4de in 3.44,13                             |
| Roberto Heinze Flamand                | K-1 500m (m)  | 24e       | serie 3: 6de in 1.51,06 herkansingen: 6de in 1.47,76                                |

### Moderne vijfkamp
| Olympiër                                   | Discipline      | Resultaat | Prestatie    |
| ------------------------------------------ | --------------- | --------- | ------------ |
| Alberto Félix                              | individueel (m) | 54e       | 4701 punten  |
| Iván Ortega                                | individueel (m) | 24e       | 5177 punten  |
| Alejandro Yrizar                           | individueel (m) | 35e       | 5056 punten  |
| Alberto Félix Iván Ortega Alejandro Yrizar | team (m)        | 10e       | 14934 punten |

### Paardensport
| Olympiër                                                     | Discipline  | Resultaat | Prestatie                                                              |
| Eventing                                                     | Eventing    | Eventing  | Eventing                                                               |
| ------------------------------------------------------------ | ----------- | --------- | ---------------------------------------------------------------------- |
| Antonio Alfaro                                               | individueel | DNF       | niet gefinisht                                                         |
| Jaime Velásquez                                              | individueel | 59e       | 279,40 strafpunten                                                     |
| Springconcours                                               |             |           |                                                                        |
| Jaime Azcárraga                                              | individueel | 83e       | kwalificatie: 83ste met 0 punten                                       |
| Jaime Guerra                                                 | individueel | 26e       | kwalificatie: 22ste met 166,50 punten finale: 26ste met 12 strafpunten |
| José Maurer                                                  | individueel | 59e       | kwalificatie: 22ste met 166,50 punten                                  |
| Alberto Váldes, Jr.                                          | individueel | 55e       | kwalificatie: 55ste met 114,00 punten                                  |
| Jaime Azcárraga Jaime Guerra José Maurer Alberto Váldes, Jr. | team        | 17e       | 81,75 strafpunten                                                      |

### Roeien
| Olympiër                             | Discipline      | Resultaat | Prestatie |
| ------------------------------------ | --------------- | --------- | --- |
| Joaquín Gómez                        | skiff (m)       | 7e        | serie 2: 4de in 7.08,77 herkansingen: 2de in 7.02,84 halve finale 1: 6de in 7.26,84 finale B: 1ste in 6.57,13  |
| Eduardo Arrillaga Luis Miguel García | dubbel-twee (m) | 15e       | serie 2: 5de in 6.55,93 herkansingen: 3de in 6.48,86 halve finale C/D: 2de in 6.45,65 finale C: 3de in 6.36,00 |
|                                      |                 |           | |
| Martha García Lourdes Montoya        | dubbel-twee (v) | 12e       | serie 1: 5de in 7.47,64 herkansingen: 3de in 7.29,27 halve finale 1: 6de in 7.42,37 finale B: 6de in 7.19,10   |

### Schietsport
| Olympiër    | Discipline | Resultaat | Prestatie                                               |
| ----------- | ---------- | --------- | ------------------------------------------------------- |
| César Ortíz | trap       | 51e       | kwalificatie:' 51ste met 130 punten (22-23-19-20-23-23) |

### Schoonspringen
| Olympiër              | Discipline    | Resultaat | Prestatie                                                       |
| --------------------- | ------------- | --------- | --------------------------------------------------------------- |
| Jorge Mondragón       | 3m plank (m)  | 6e        | voorronde: 5de met 384,45 punten finale: 6de met 604,14 punten  |
| Fernando Platas       | 3m plank (m)  | 17e       | voorronde: 17de met 355,47 punten                               |
| Alberto Acosta        | 10m toren (m) | 11e       | voorronde: 5de met 398,44 punten finale: 11de met 482,28 punten |
| Jesús Mena            | 10m toren (m) | 15e       | voorronde: 15de met 370,47 punten                               |
|                       |               |           |                                                                 |
| Ana Ayala             | 3m plank (v)  | 25e       | voorronde: 25ste met 249,03 punten                              |
| María Elena Romero    | 3m plank (v)  | 16e       | voorronde: 16de met 269,43 punten                               |
| María José Alcalá     | 10m toren (v) | 6e        | voorronde: 4de met 309,39 punten finale: 6de met 394,35 punten  |
| Macarena Alexanderson | 10m toren (v) | 13e       | voorronde: 13de met 286,59 punten                               |

### Synchroonzwemmen
| Olympiër                       | Discipline | Resultaat | Prestatie                                                              |
| ------------------------------ | ---------- | --------- | ---------------------------------------------------------------------- |
| Sonia Cárdeñas                 | solo       | 11e       | figuren: 21ste met 84,976 punten kwalificatie: 11de met 178,336 punten |
| Elizabeth Cervantes            | solo       | 35e       | figuren: 26ste met 84,538 punten                                       |
| Lourdes Olivera                | solo       | 41e       | figuren: 37ste met 82,686 punten                                       |
| Sonia Cárdeñas Lourdes Olivera | duet       | 9e        | kwalificatie: 9de met 177,111 punten                                   |

### Tennis
| Olympiër                          | Discipline     | Resultaat | Prestatie |
| --------------------------------- | -------------- | --------- | --- |
| Leonardo Lavalle                  | enkelspel (m)  | 5e        | 1ste ronde: W van NED Siemerink: 6-4, 6-4, 6-2 2de ronde: W van FRA Leconte: 6-4, 3-6, 4-6, 6-3, 10-8 3de ronde: W van GER Steeb: 6-4, 3-6, 6-3, 6-2 kwartfinale: V van ESP Arrese: 1-6, 6-7(6), 1-6 |
| Francisco Maciel                  | enkelspel (m)  | 33e       | 1ste ronde: V van SUI Hlasek: 3-6, 4-6, 6-4, 2-6 |
| Leonardo Lavalle Francisco Maciel | dubbelspel (m) | 17e       | 1ste ronde: V van IRL Casey/Collins: 6-7(5), 4-6, opgave |
|                                   |                |           | |
| Angélica Gavaldón                 | enkelspel (v)  | 9e        | 1ste ronde: W van SWE Lindqvist: 6-4, 6-3 2de ronde: W van TCH Suková: 4-6, 6-4, 5-3, opgave 3de ronde: V van SUI Maleeva: 0-6, 3-6                                                                  |
| Lupita Novelo                     | enkelspel (v)  | 33e       | 1ste ronde: V van GER Graf: 6-1, 6-1 |
| Angélica Gavaldón Lupita Novelo   | dubbelspel (v) | 17e       | 1ste ronde: V van AUS McQuillan/Bradtke: 7-5, 3-6, 1-6 |

### Voetbal
| Olympiër | Discipline | Resultaat | Prestatie                                                                |
| --- | ---------- | --------- | ------------------------------------------------------------------------ |
| Manuel Vidrio Ignacio Vázquez Francisco Rotllán Camilo Romero David Rangel Pedro Piñeda José Agustín Morales Alberto Macías Carlos López Joaquín Hernández José Guadarrama Silviano Delgado Jorge Castañeda Ricardo Cadena Mario Arteaga Damian Álvarez | mannen     | 10e       | groep D: 3de G van Denemarken: 1-1 G van Australië: 1-1 G van Ghana: 1-1 |

| Groep D |            |             |             |             |             |            |            |            |        |
| #       | Land       | Wedstrijden | Wedstrijden | Wedstrijden | Wedstrijden | Doelpunten | Doelpunten | Doelpunten | Punten |
| #       | Land       | G           | W           | G           | V           | V          | T          | Saldo      | Punten |
| 1       | Ghana      | 5           | 1           | 2           | 0           | 4          | 2          | +2         | 4      |
| 2       | Australië  | 5           | 1           | 1           | 1           | 5          | 4          | +1         | 3      |
| 3       | Mexico     | 5           | 0           | 3           | 0           | 3          | 3          | 0          | 3      |
| 4       | Denemarken | 5           | 0           | 2           | 1           | 1          | 4          | -3         | 2      |

| Ronde      | Datum     | Plaats     | Land | Score     | Land |
| ---------- | --------- | ---------- | ---- | --------- | ---- |
| Groepsfase |           |            |      |           |      |
| 26 juli    | Zaragoza  | Denemarken | 1-1  | Mexico    |      |
| 28 juli    | Barcelona | Mexico     | 1-1  | Australië |      |
| 30 juli    | Sabadell  | Mexico     | 1-1  | Ghana     |      |

### Wielersport
| Olympiër                                                | Discipline               | Resultaat | Prestatie                                                    |
| Baan                                                    | Baan                     | Baan      | Baan                                                         |
| ------------------------------------------------------- | ------------------------ | --------- | ------------------------------------------------------------ |
| Manuel Youshimatz                                       | puntenkoers (m)          | 14e       | halve finale 1: 4de met 28 punten finale: 14de met 11 punten |
| César Muciño                                            | tijdrit (m)              | 18e       | 1.06,984                                                     |
| Arturo García César Muciño Jesús Vázquez Marco Zaragoza | ploegenachtervolging (m) | 16e       | kwalificatie: 16de in 4.32,834                               |

### Worstelen
| Olympiër          | Discipline     | Resultaat      | Prestatie                                                                          |
| Grieks-Romeins    | Grieks-Romeins | Grieks-Romeins | Grieks-Romeins                                                                     |
| ----------------- | -------------- | -------------- | ---------------------------------------------------------------------------------- |
| Armando Fernández | -57kg (m)      | 13e            | groep B: 7de V van TUR Bekişdamat: 0-7 V van MAR Naanaa: 1-4                       |
| Guillermo Díaz    | -130kg (m)     | 13e            | groep A: 7de V van Onafhankelijk deelnemer Radaković: 0-7 V van ROU Grigoraș: 0-16 |

### Zeilen
| Olympiër                        | Discipline | Resultaat | Prestatie                         |
| ------------------------------- | ---------- | --------- | --------------------------------- |
| Eric Mergenthaler               | finn (m)   | 19e       | 114 punten: (8-20-10-12-23-13-15) |
|                                 |            |           |                                   |
| Karla Gutiérrez Margarita Pasos | 470 (v)    | 17e       | 126 punten: (9-16-16-17-17-16-16) |

### Zwemmen
| Olympiër                                              | Discipline            | Resultaat | Prestatie                                             |
| ----------------------------------------------------- | --------------------- | --------- | ----------------------------------------------------- |
| Rodrigo González                                      | 50m vrije slag (m)    | 27e       | serie 7: 4de in 23,52                                 |
| Rodrigo González                                      | 100m vrije slag (m)   | 22e       | serie 7: 2de in 51,04                                 |
| Javier Careaga                                        | 100m schoolslag (m)   | 20e       | serie 5: 3de in 1.03,45 (NR)                          |
| Javier Careaga                                        | 200m schoolslag (m)   | 15e       | serie 5: 5de in 2.15,59 (NR) finale B: 7de in 2.16,55 |
| Rodrigo González                                      | 200m wisselslag (m)   | DSQ       | serie 5: gediskwalificeerd                            |
|                                                       |                       |           |                                                       |
| Erika González                                        | 400m vrije slag (v)   | 29e       | serie 2: 3de in 4.32,06                               |
| Laura Sánchez                                         | 400m vrije slag (v)   | 23e       | serie 3: 8ste in 4.23,87                              |
| Erika González                                        | 800m vrije slag (v)   | 25e       | serie 4: 8ste in 9.17,18                              |
| Laura Sánchez                                         | 800m vrije slag (v)   | 21e       | serie 2: 7de in 9.10,31                               |
| Gabriela Gaja                                         | 100m vlinderslag (v)  | 40e       | serie 3: 6de in 1.04,84                               |
| Heike Koerner Ana Mendoza Gabriela Gaja Laura Sánchez | 4x100m wisselslag (v) | 17e       | serie 1: 6de in 4.26,73                               |

Albanië · Algerije · Amerikaanse Maagdeneilanden · Amerikaans-Samoa · Andorra · Angola · Antigua en Barbuda · Argentinië · Aruba · Australië · Bahama's · Bahrein · Bangladesh · Barbados · België · Belize · Benin · Bermuda · Bhutan · Bolivia · Bosnië en Herzegovina · Botswana · Brazilië · Britse Maagdeneilanden · Bulgarije · Burkina Faso · Canada · Centraal-Afrikaanse Republiek · Chili · China · Chinees Taipei · Colombia · Congo-Brazzaville · Cookeilanden · Costa Rica · Cuba · Cyprus · Denemarken · Djibouti · Dominicaanse Republiek · Duitsland · Ecuador · Egypte · El Salvador · Equatoriaal-Guinea · Estland · Ethiopië · Fiji · Filipijnen · Finland · Frankrijk · Gabon · Gambia · Gezamenlijk team · Ghana · Grenada · Griekenland · Groot-Brittannië · Guam · Guatemala · Guinee · Guyana · Haïti · Honduras · Hongarije · Hongkong · Ierland · IJsland · India · Indonesië · Irak · Iran · Israël · Italië · Ivoorkust · Jamaica · Japan · Jemen · Jordanië · Kaaimaneilanden · Kameroen · Kenia · Koeweit · Kroatië · Laos · Lesotho · Letland · Libanon · Libië · Liechtenstein · Litouwen · Luxemburg · Madagaskar · Malawi · Malediven · Maleisië · Mali · Malta · Marokko · Mauritanië · Mauritius · Mexico · Monaco · Mongolië · Mozambique · Myanmar · Namibië · Nederland · Nederlandse Antillen · Nepal · Nicaragua · Nieuw-Zeeland · Niger · Nigeria · Noord-Korea · Noorwegen · Oeganda · Oman · Oostenrijk · Pakistan · Panama · Papoea-Nieuw-Guinea · Paraguay · Peru · Polen · Portugal · Puerto Rico · Qatar · Roemenië · Rwanda · Saint Vincent‑Grenadines · Salomonseilanden · Samoa · San Marino · Saoedi-Arabië · Senegal · Seychellen · Sierra Leone · Singapore · Slovenië · Soedan · Spanje · Sri Lanka · Suriname · Swaziland · Syrië · Tanzania · Thailand · Togo · Tonga · Trinidad en Tobago · Tsjaad · Tsjecho-Slowakije · Tunesië · Turkije · Uruguay · Vanuatu · Venezuela · Verenigde Arabische Emiraten · Verenigde Staten · Vietnam · Zaïre · Zambia · Zimbabwe · Zuid-Afrika · Zuid-Korea · Zweden · Zwitserland · Onafhankelijke olympische deelnemers